# (500233) 2012 JL7
(500233) 2012 JL7 es un asteroide perteneciente al cinturón de asteroides, descubierto el 21 de abril de 2012 por el equipo del Mount Lemmon Survey desde el Observatorio del Monte Lemmon, Arizona, Estados Unidos.

## Designación y nombre
Designado provisionalmente como 2012 JL7.

## Características orbitales
2012 JL7 está situado a una distancia media del Sol de 2,648 ua, pudiendo alejarse hasta 3,369 ua y acercarse hasta 1,926 ua. Su excentricidad es 0,272 y la inclinación orbital 3,547 grados. Emplea 1574,04 días en completar una órbita alrededor del Sol.
Los próximos acercamientos a la órbita de Júpiter se producirán el 27 de diciembre de 2048, el 10 de abril de 2096 y el 22 de julio de 2143, entre otros.

## Características físicas
La magnitud absoluta de 2012 JL7 es 17,5.